# Francesco Schettino
Francesco Schettino (prononcé : [franˈtʃesko sketˈtiːno]), né le 14 novembre 1960 est un ancien officier de marine italien qui commandait le navire de croisière Costa Concordia lorsqu'il a heurté un rocher sous-marin et chaviré le 13 janvier 2012 au large de l'île italienne de Giglio. Ayant abandonné le bateau en plein naufrage, il est en 2015 reconnu responsable de la mort de 32 passagers et membres d'équipage et condamné à seize ans de prison.

## Jeunesse
Francesco Schettino est né à Naples dans une famille de marins de Meta, en Campanie,. Il fréquente l'institut nautique Nino Bixio à Piano di Sorrento, puis travaille pour l'armateur de ferry Tirrenia.

## Carrière
En 2002, âgé de 41 ans, Schettino est embauché par Costa Croisières, une filiale du Groupe Carnival. Commençant comme fonctionnaire chargé de la sécurité, il passe au rang de commandant en second. En 2006, Schettino est promu capitaine et reçoit le commandement du nouveau Costa Concordia.  
En 2010, en tant que capitaine du Costa Atlantica, il entre dans le port de Warnemünde, en Allemagne, à une vitesse trop élevée, causant des dommages à l'AIDAblu, un navire de la compagnie allemande Aida Cruises.  
En 2014, deux ans après la catastrophe de Costa Concordia, il donne un cours de gestion de la panique à l'Université de Rome,. 

### Naufrage duCosta Concordia

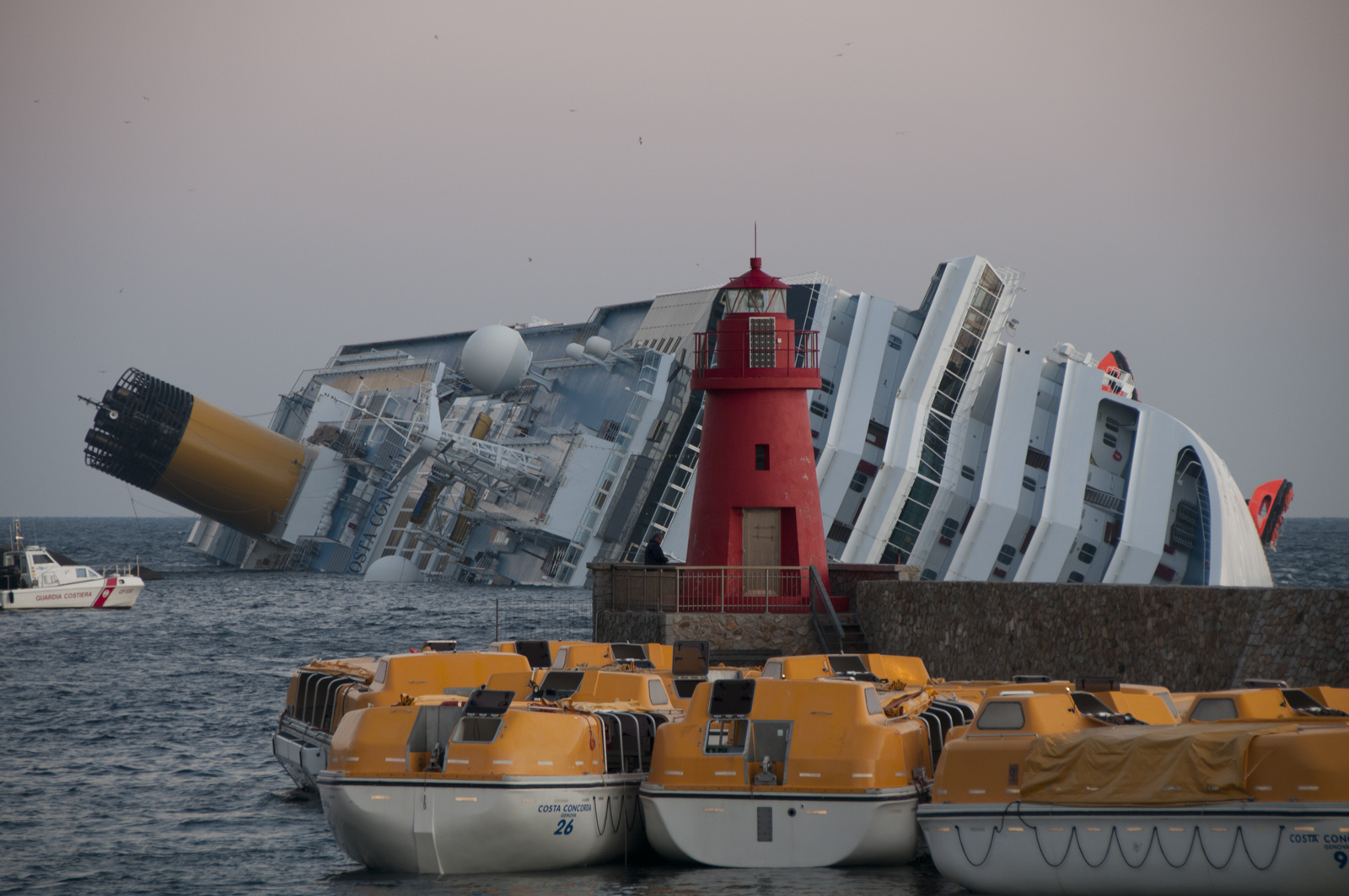
Échouement du Costa Concordia.

Schettino est le capitaine du Costa Concordia le 13 janvier 2012. Devant l'île de Giglio, il tente un sail-by salute (en) (passage près de la côte pour saluer les habitants), une manœuvre qu'il avait déjà effectuée. Le navire heurte alors un rocher sous-marin au large de l'île, chavire partiellement et échoue sur son côté tribord. Le naufrage entraîne la mort de 32 personnes. Lors du naufrage, Schettino quitte le navire à bord d'un canot de sauvetage, avançant avoir trébuché dedans lors du retournement et y être entré involontairement,.  
Par la suite, il annonce accepter un certain degré de responsabilité, exprimer des regrets et avoir demandé pardon aux familles des victimes,. En 2012, l'avocat de Schettino, Bruno Leporatti, indique que ses actions après la collision étaient « brillantes  » et avaient sauvé des vies. 
Schettino indique avant le procès que les roches sous-marines touchées par le navire n'étaient pas répertoriées, que le timonier ne parlait ni anglais ni italien et que les générateurs du navire avaient mal fonctionné, ce qui a entravé l'effort de sauvetage. En ce qui concerne son départ précoce du navire, malgré son explication de départ involontaire, une transcription d'une conversation enregistrée entre Schettino et le capitaine de garde de la Garde côtière italienne, Gregorio de Falco (en), montre que ce dernier a ordonné à plusieurs reprises à Schettino de quitter le canot de sauvetage et de retourner sur le Costa Concordia,. Ainsi, de Falco ne croit clairement pas à l'explication de Schettino sur la façon dont il est « tombé » dans le canot de sauvetage, ni à son excuse pour ne pas retourner à son navire parce qu'il faisait « trop sombre » et que l'embarcation de sauvetage avait « arrêté de bouger ».  

#### Traitement médiatique
Schettino a été largement vilipendé dans une large couverture médiatique, dont la presse britannique qui l'a notamment surnommé Captain Coward ou Captain Calamity, Capitaine Couard, en français. D'autres articles de presse ont noté que Schettino était un casse-cou enclin à l'insubordination,. Il a également été décrit comme "l'homme le plus détesté d'Italie",.   
Après son procès à Grosseto, Schettino a déclaré avoir passé trois ans «dans un hachoir médiatique»,. Cependant, il y a également eu des spéculations sur le fait que Schettino était un "coupable idéal" pour la société Costa Croisières, ce qui a permis à la compagnie de se dissocier de lui alors qu'elle connaissait la pratique de salut et l'aurait même encouragée,,. 
Costa a eu des contacts avec Schettino pendant l'intervalle entre la collision avec le rocher et l'ordre d'évacuation, cela ayant pu entraîner un retard dans l'opération de sauvetage,,.

#### Poursuite judiciaire
Après l'accident, Schettino est placé en garde à vue provisoire par le procureur de Grosseto puis placé en résidence surveillée le 17 janvier 2012,.  
Le 5 juillet 2012, Schettino est libéré de l'assignation à résidence mais mandaté de résider à Meta di Sorrento,. Avant le procès de Schettino, Pier Luigi Foschi, alors président de Costa, accuse le capitaine d'être responsable de la déviation du parcours et de la navigation près de Giglio. Par ailleurs, Costa met fin à l'emploi de Schettino en 2012. Aussi, la société refuse de payer pour sa défense bien qu'elle l'ait d'abord soutenu. Au lieu de cela, après une négociation de peine avec l'accusation, elle se porte partie civile dans le procès contre Schettino,. 
Le procès de Schettino est séparé d'un procès contre cinq autres employés de Costa, à savoir Roberto Ferrarini (le directeur de crise de l'entreprise, qui a été reconnu coupable d'avoir minimisé l'ampleur de la catastrophe et retardé une réponse adéquate), le directeur du service cabine Manrico Giampedroni, le second capitaine Ciro Ambrosio, le barreur Jacob Rusli Bin et troisième officier Silvia Coronica. Tous ont plaidé coupable dans le cadre d'une négociation de peine et ont été condamnés à des peines de prison allant de dix-huit mois à deux ans et dix mois. Les enquêtes criminelles sur le rôle de Costa dans la catastrophe se concluent en avril 2013 après que la compagnie a accepté de payer une amende d'un million d'euros,. La société reste cependant responsable des dommages civils. 

#### Procès devant la Cour de Grosseto
En février 2013, le parquet de Grosseto annonce qu'il engage une procédure judiciaire contre Schettino. Il est accusé de plusieurs chefs d'accusation d'homicide involontaire coupable, d'abandon de navire avec des passagers toujours à bord et de manque de coopération lors des opérations de sauvetage. Le procès se déroule au Teatro Moderno de Grosseto, qui a été adapté en salle d'audience pour accueillir les avocats d'environ 250 codemandeurs et environ 400 témoins prévus,. 
Alors que les autres parties concernées pouvaient négocier, la demande de Schettino de conclure lui-même une négociation de peine est rejetée,. Au moment où il comparaît pour la première fois le 2 décembre 2014, il est le seul à être accusé d'homicide involontaire coupable.  
Pour sa défense, Schettino explique que le salut était destiné à rendre hommage aux autres marins et, pour des raisons professionnelles, à offrir aux passagers une belle vue,. Il soutient également que ses actions avaient sauvé la vie de beaucoup de passagers après que le navire a percuté le rocher et que certains membres de son équipage ont mal compris ou bâclé ses ordres,. En outre, il a invoqué les générateurs défectueux et l'inondation des compartiments qui auraient aggravé la situation. Son avocat a indiqué que ces dysfonctionnements étaient à l'origine des décès,. 
À l'issue de la procédure, la procureur Maria Navarro a demandé une peine de prison de 26 ans et trois mois,. Confirmant les accusations, elle a réparti les peines de prison comme suit : quatorze ans pour homicide involontaire, neuf ans pour naufrage, trois ans pour abandon du navire et trois mois pour ne pas avoir contacté les autorités lorsque l'accident s'est produit,. Navarro a par ailleurs accusé Schettino d'avoir menti pendant le procès ainsi que lors d'entretiens publics antérieurs. Le procureur Stefano Pizza a par ailleurs déclaré :   

« Le devoir du capitaine d'être la dernière personne à quitter le navire n'est pas seulement une obligation dictée par les anciennes règles maritimes, c'est aussi une obligation légale destinée à limiter les dommages à ceux qui sont sur le navire. »

Les avocats de Schettino ont réfuté les accusations et ont indiqué que le désastre était un échec collectif dont il ne devait pas être le bouc émissaire. 
Le 11 février 2015, après un procès de 19 mois, le juge Giovanni Puliatti condamne Schettino à seize ans de prison et cinq ans d'interdiction de naviguer,. Le verdict de seize ans comporte dix ans pour homicide involontaire, cinq ans pour avoir causé le naufrage et un an pour abandon de ses passagers, à purger consécutivement. 

#### Réponse au verdict
Bien que l'avocat de Costa ait qualifié le verdict de « juste », d'autres l'ont critiqué. Les groupes de survivants l'ont considéré comme trop indulgent,. D'autre part, il a également été soutenu que Schettino, bien que coupable, n'était en réalité qu'un bouc émissaire dans cette catastrophe. Celle-ci, complexe, s'expliquerait non seulement par la négligence fautive du capitaine, mais encore par des procédures de sécurité inadéquates, de mauvaises procédures d'évacuation, des problèmes de communication et des défauts techniques (tels que des portes étanches défectueuses).  
Le 31 mai 2016, une cour d’appel italienne confirme la peine d'emprisonnement de Schettino,. Schettino fait ensuite appel devant la Cour suprême de cassation italienne qui a confirmé la sentence initiale le 12 mai 2017,. Il se rend alors à la prison  de Rebibbia, à Rome, après avoir entendu le verdict, pour commencer à purger sa peine,.

### Postérité
Depuis le naufrage, Francesco Schettino est devenu l'archétype du mauvais capitaine, un contre-exemple opposé à Edward Smith, commandant du Titanic resté à son poste jusqu'à la fin du naufrage du paquebot, ou encore à Gennaro Arma, commandant du Diamond Princess, acclamé pour sa gestion de la pandémie de Covid-19 à bord,.

## Vie privée
Avant de commencer sa peine de prison, Schettino vivait à Meta dans la province de Naples. Il est marié à Fabiola Russo et a une fille. La danseuse moldave Domnica Cemârtan était présente avec lui en passerelle lors de la collision. Elle a ensuite admis qu'elle avait eu une liaison extraconjugale avec Schettino,.